# Curacautín
Curacautín ist eine Stadt im südamerikanischen Anden-Staat Chile und liegt in der Region Araukanien, ca. 600 km südlich von Santiago de Chile. Die Regionalhauptstadt Temuco liegt ca. 90 km südwestlich des Ortes. Curacautín bedeutet „heißer Stein“ in der Sprache der Mapuche, was auf die vulkanisch aktive Umgebung hindeutet. Curacautín liegt in einer roten Gefahrenzone. Zuletzt wurde am 4. April 2009 für den Ort wegen einer stärkeren Eruption des Vulkans Llaima der rote Alarm ausgegeben.

## Wirtschaft
Die Umgebung der Stadt wird von Touristen wegen seiner landschaftlichen Schönheit geschätzt. Curacautín ist bekannt als Ausgangspunkt für Besuche in die Nationalparks Conguillío und Tolhuaca und die Nationalen Schutzgebiete Reserva Nacional Malalcahuello und Reserva Nacional Nalcas. Deshalb zählt der Tourismus neben der Landwirtschaft zu den Haupteinnahmequellen der Einwohner.

## Geschichte
Curacautín wurde am 12. März 1882 von Gregorio Urrutia Venegas gegründet. Zwischen 1913 und 1915 erreichte die Eisenbahn die Stadt, was einen wirtschaftlichen Aufschwung der Region zur Folge hatte. Unter anderem wurde der Holzreichtum der Gegend durch eine Sperrholzfabrik ausgebeutet.

## Verkehr
Curacautín liegt an der internationalen Verbindungsstraße Ruta 181, welche durch den ehemaligen Eisenbahntunnel Las Raíces den Ort mit Argentinien verbindet. Direkte Busverbindungen gibt es nach Puerto Montt, Osorno, Valdivia, Temuco, Concepcion, Los Ángeles, Chillán und Santiago. Außerdem existiert eine internationale Verbindung von Buenos Aires über Curacautín nach Temuco und zurück.